# Paralympiska vinterspelen 1980
Paralympiska vinterspelen 1980 var de andra paralympiska vinterspelen. De hölls i Geilo, Norge mellan 1 och 7 februari 1980.

## Sporter
- Alpin skidåkning
- Hastighetsåkning på skridskor
- Nordisk skidsport
  - Längdskidåkning
- Störtlopp (demonstrationsgren)

## Medaljer
| Pl. | Nation          | Guld | Silver | Brons | Totalt |
| --- | --------------- | ---- | ------ | ----- | ------ |
| 1.  | Norge           | 23   | 21     | 10    | 54     |
| 2.  | Finland         | 15   | 7      | 12    | 34     |
| 3.  | Österrike       | 6    | 10     | 6     | 22     |
| 4.  | Sverige         | 5    | 3      | 8     | 16     |
| 5.  | Schweiz         | 4    | 2      | 3     | 9      |
| 6.  | USA             | 4    | 1      | 1     | 6      |
| 7.  | Västtyskland    | 3    | 5      | 9     | 17     |
| 8.  | Kanada          | 2    | 3      | 1     | 6      |
| 9.  | Frankrike       | 1    | 1      | 1     | 3      |
| 10. | Tjeckoslovakien | 0    | 1      | 0     | 1      |

### Fotnoter
1. ↑  ”Geilo 1980” (på engelska). Internationella paralympiska kommittén. https://www.paralympic.org/Geilo-1980. Läst 28 juli 2017.